# Gołoszyjnik
Gołoszyjnik, kruczyniec nagoszyi, pombo (Gymnoderus foetidus) – gatunek średniej wielkości ptaka z rodziny bławatnikowatych (Cotingidae).

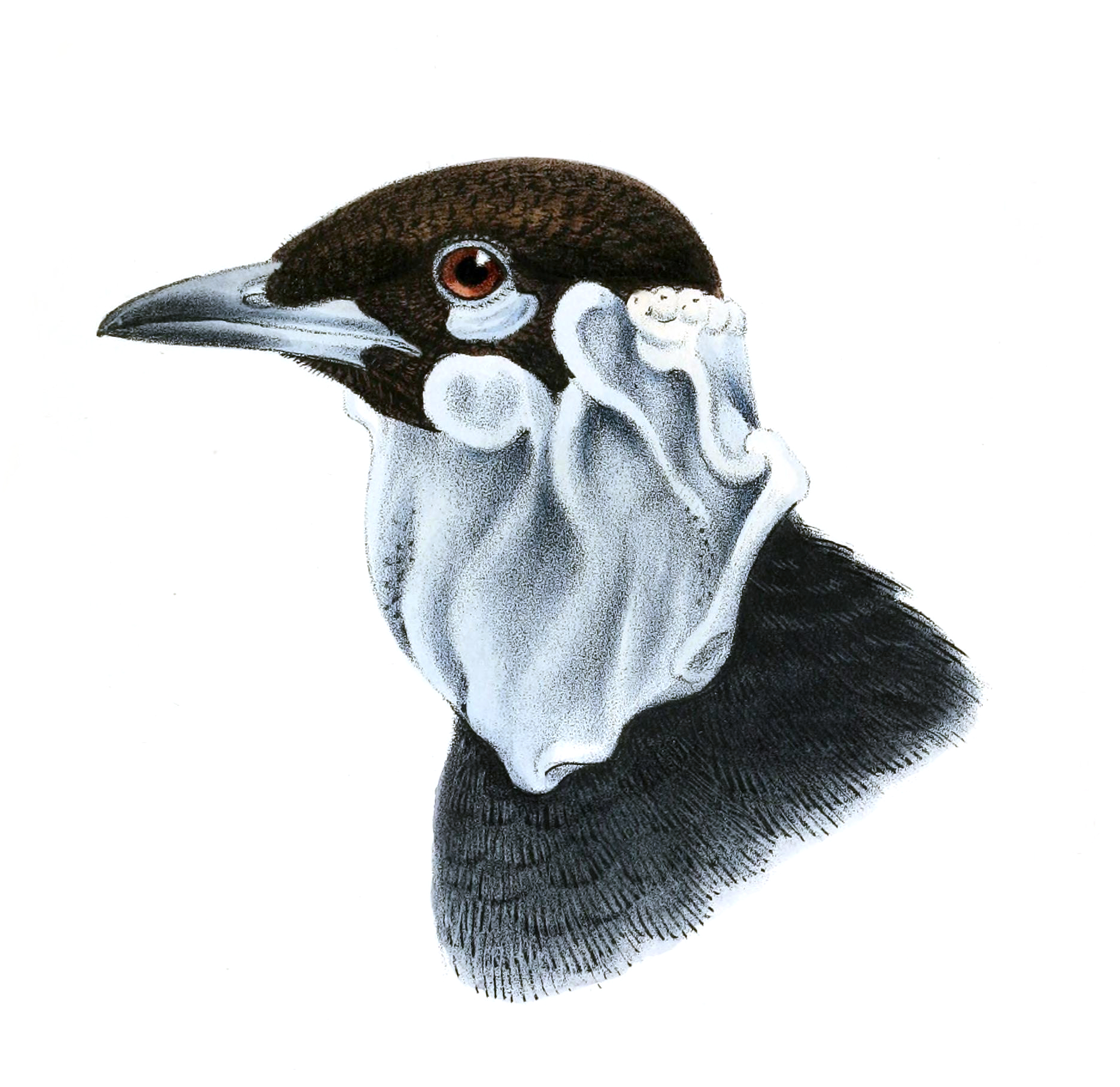
Rysunek głowy samca

SystematykaJest jedynym przedstawicielem monotypowego rodzaju Gymnoderus. Nie wyróżnia się podgatunków.
WyglądDługość ciała 30–34 cm. Charakteryzuje się małą głową i długim ogonem. Samiec czarny ze srebrnoszarym wierzchem skrzydeł i nagą, niebieską skórą na szyi.
Zasięg, środowiskoAmazonia oraz górna część dorzecza Orinoko. Pospolity na nizinach, głównie na obrzeżach lasów w pobliżu wody. Spotykany do 700 m n.p.m.
ZachowanieZazwyczaj zobaczyć go można w luźnych grupach, często lata na dużej wysokości. Przeważnie milczy.
StatusMiędzynarodowa Unia Ochrony Przyrody (IUCN) uznaje gołoszyjnika za gatunek najmniejszej troski (LC – least concern) nieprzerwanie od 1988 roku. Liczebność populacji nie została oszacowana, ale ptak ten opisywany jest jako dość pospolity. Trend liczebności populacji uznawany jest za spadkowy.